# Корчебоков Лев Миколайович
Лев Миколайович Корчебоков (рос. Лев Николаевич Корчебоков, нар. 11 квітня 1907, Царське Село, Російська імперія — 16 вересня 1971, Рига, Латвійська РСР, СРСР) — радянський футболіст, хокеїст і тенісист, футбольний тренер. Заслужений майстер спорту СРСР (1948).

## Досягнення
- За високі спортивні показники в 1937 році нагороджений орденом «Знак Пошани».
- У 1948 році присвоєно звання Заслужений майстер спорту.

### У футболі
- Чемпіон СРСР: 1936 (весна), 1937
- Володар Кубку СРСР: 1937
- Чемпіон Москви: 1930 (осінь), 1931 (осінь), 1934 (осінь), 1935 (весна)

### У хокеї з м'ячем
- Чемпіон СРСР: 1936
- Володар Кубка СРСР: 1937, 1938, 1940
- Чемпіон РРФСР: 1932, 1934
- Чемпіон Москви: 1930, 1931, 1933, 1934, 1935, 1936, 1937, 1938, 1939, 1940
- Володар Кубка Москви: 1940
- Включений до списку 22 найкращих гравців сезону (хокей з м'ячем): 1936